# Thiên văn học hồng ngoại

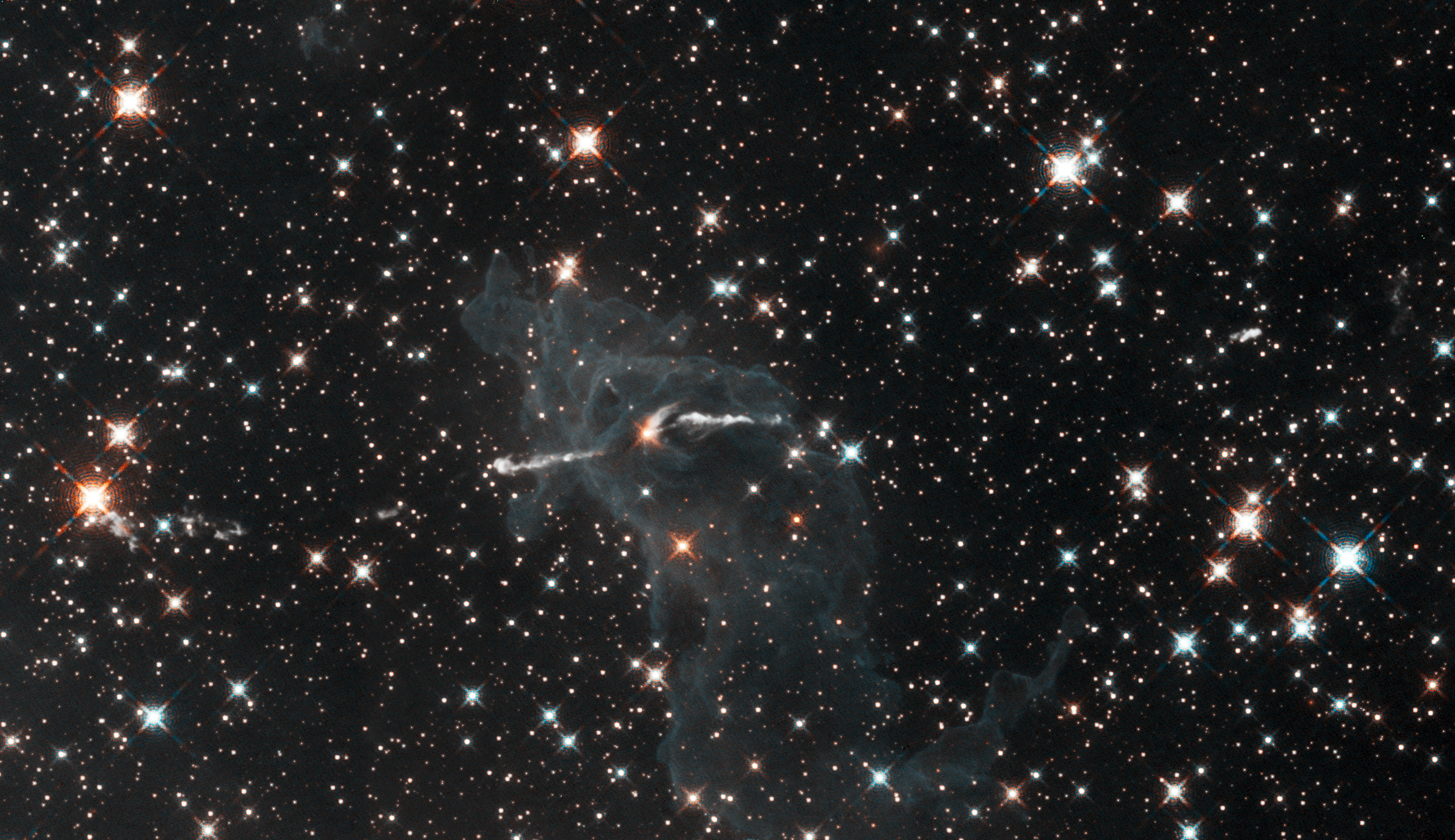
Tinh vân Carina trong ánh sáng hồng ngoại do Wide Field Camera 3 trên Kính viễn vọng không gian Hubble chụp.

Thiên văn học hồng ngoại là một nhánh của thiên văn học và vật lý thiên văn, nghiên cứu các thiên thể có bức xạ tia hồng ngoại (IR).
Bước sóng của tia hồng ngoại có phạm vi 0,75-300 μm. Tia hồng ngoại là bức xạ nằm ở giữa ánh sáng nhìn thấy, có bước sóng trong khoảng 0,38-0,75 μm, và vi sóng có bước sóng dưới milimet.
Bức xạ hồng ngoại bị khí quyển hấp thụ mạnh và không đồng đều ở các bước sóng, cũng như chính khí quyển cũng tạo ra nhiều phát xạ hồng ngoại. Vì thế, các đài quan sát hồng ngoại được đặt ở những địa điểm cao và khô, hay trên tàu không gian.

## Các đối tượng quan sát

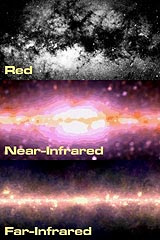
So sánh ảnh vùng tâm Ngân Hà ở các bước sóng đỏ-IR gần-IR xa

### Quan sát xuyên mây bụi liên sao
Bước sóng hồng ngoại dài hơn nên có thể xuyên qua vào các đám mây bụi vốn ngăn ánh sáng, cho phép quan sát các ngôi sao trẻ trong các đám mây phân tử và lõi của các thiên hà. Một số phân tử phát xạ mạnh ở dải sóng hồng ngoại, và điều này có thể được sử dụng để nghiên cứu hoá học không gian, cũng như phát hiện ra nước trong các thiên thạch.

### Quan sát thiên thể lạnh
Quang phổ hồng ngoại rất hữu dụng khi nghiên cứu các vật thể lạnh, không phát ra ánh sáng nhìn thấy được, như các hành tinh, các đĩa cạnh sao.

### Quan sátdịch chuyển đỏmức cao
Ánh sáng hoặc tia cực tím (UV) do các thiên hà phát ra trong sơ kỳ hình thành, do dịch chuyển đỏ vũ trụ có thể dịch đến mức trên Trái Đất quan sát thấy trong vùng hồng ngoại gần, tức là mức độ dịch chuyển cao (high-redshift). Đây là yếu tố quan trọng cần được tính đến khi giải thích dữ liệu của Kính thiên văn không gian James Webb.

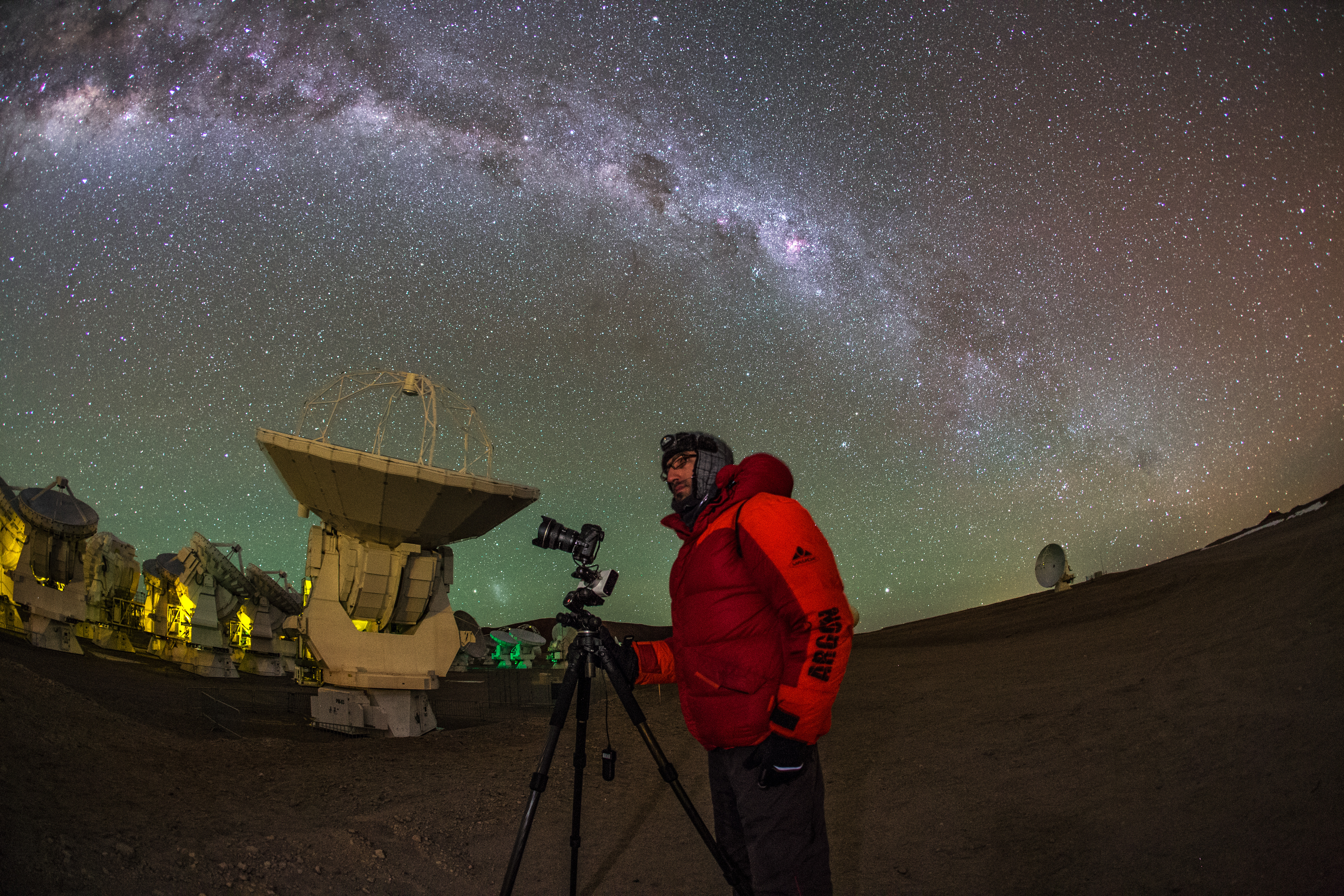
Tại đỉnh bình nguyên Chajnantor, hệ thống Atacama Large Millimeter Array thực hiện quan sát thiên văn hồng ngoại.

## Công nghệ hồng ngoại
Một trong những đầu dò hồng ngoại phổ biến nhất sử dụng trong kính thiên văn hiện nay là cảm biến mảng HgCdTe. Chúng hoạt động tốt ở bước sóng 0,6 - 5 μm.
Các quan sát ở bước sóng dài hơn hoặc độ nhạy cao hơn có thể được sử dụng, bao gồm cả cảm biến bán dẫn khe hẹp (narrow-gap semiconductor), các mảng vi nhiệt nhiệt độ thấp hoặc các mảng Tunnel Junction siêu dẫn thực hiện đếm photon.
Yêu cầu đặc biệt cho thiên văn hồng ngoại bao gồm: dòng tối rất thấp để cho phép tích lũy lâu, tiếng ồn thấp, và đôi khi cần đến số lượng rất cao các điểm ảnh (pixel). Những thiết bị trên phải làm lạnh và duy trì nhiệt độ ổn định. Trên các tàu vũ trụ thì mất điện có thể xảy ra, dẫn đến ngưng quan sát. Sự cố như vậy đã xảy ra ở tàu Thăm dò Khảo sát hồng ngoại trường rộng (Wide-field Infrared Survey Explorer) của NASA hồi tháng 10/2010.

## Chỉ dẫn
1. ↑  Trong chất bán dẫn khoảng cách giữa đáy vùng dẫn và đỉnh vùng hóa trị gọi là độ rộng vùng cấm, hay khe trống (Band Gap). Khe hẹp cho phép các photon năng lượng thấp của tia hồng ngoại gây ra hiệu ứng quang điện. Chất bán dẫn làm photodiode trong pin mặt trời thì có "khe bình thường" và làm việc với ánh sáng thường.